# 대장군참모

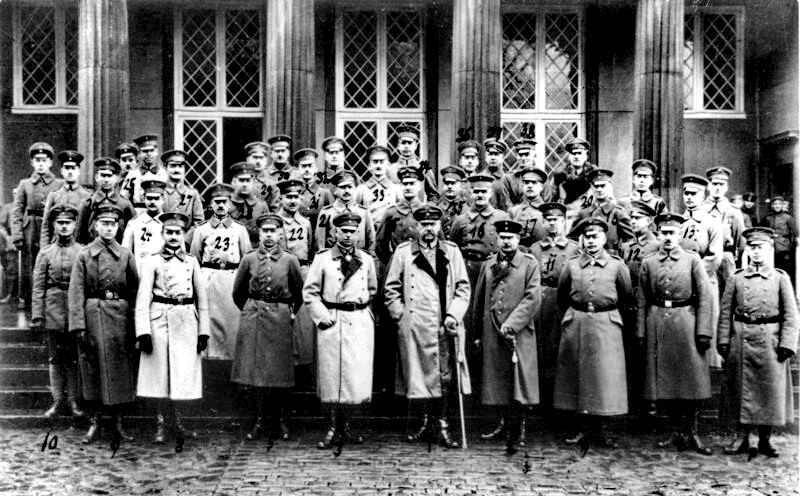
1918년 11월의 독일군 대장군참모진

대장군참모(大將軍參謀, 독일어: Großer Generalstab 그로서 게네랄슈탑[*])란 프로이센 육군과 그 후신인 독일 육군 및 독일 공군의 수뇌부에서 전쟁과 전역 계획을 평가 수립한 존재들이다. 흔히 장군참모(將軍參謀, 독일어: Generalstab 게네랄슈탑[*])라 칭한다. 장군참모는 1806년경부터 비공식적으로 존재하다가, 1814년 그 지위가 공식적으로 확립되었다. 장군참모 육성 과정은 출신이나 재산보다 해당 후보자 개인의 지적 능력의 증명에 의거함으로써 일반적인 육군 장교의 육성과 격을 달리하였다. 장군참모의 형성과 발전은 근세에서 근대까지 거의 150년에 걸쳐 독일 육군이 타국 육군에 비해 결정적 전략 이점을 갖게 하였다.

## 일반참모
독일어 Generalstab이 'General(장군)' + 'stab(스탭, 참모)'의 결합어이기 때문에 그대로 번역하여 장군참모라고 표기하는 것이 일반적이나, 번역에 따라서는 영어 단어 General의 뜻 '일반적인'을 참작하여 이를 '일반참모'라고 기술한다. 대한민국 국군의 각 부대 편성에 관한 법령에서는 창군 직후부터 2021년까지 일반참모로 표기하고 있다.

## 역대 장군참모장
| 프로이센 왕국 장군참모장 (1808년–1871년)       | 프로이센 왕국 장군참모장 (1808년–1871년)       | 프로이센 왕국 장군참모장 (1808년–1871년)       | 프로이센 왕국 장군참모장 (1808년–1871년)       |
| ---------------------------------------------- | ---------------------------------------------- | ---------------------------------------------- | ---------------------------------------------- |
| 성명                                           | 성명                                           | 재임기간                                       | 재임기간                                       |
| 게르하르트 폰 샤른호르스트                     | 게르하르트 폰 샤른호르스트                     | 1808년 3월 1일 – 1810년 6월 17일               | 1808년 3월 1일 – 1810년 6월 17일               |
| 카를 폰 하케                                   | 카를 폰 하케                                   | 1810년 6월 17일 – 1812년 3월                   | 1810년 6월 17일 – 1812년 3월                   |
| 구스타프 폰 라우흐                             | 구스타프 폰 라우흐                             | 1812년 3월 – 1812년 3월                        | 1812년 3월 – 1812년 3월                        |
| 게르하르트 폰 샤른호르스트                     | 게르하르트 폰 샤른호르스트                     | 1813년 3월 – 1813년 6월 28일                   | 1813년 3월 – 1813년 6월 28일                   |
| 아우구스트 나이트하르트 폰 그나이제나우        | 아우구스트 나이트하르트 폰 그나이제나우        | 1813년 6월 28일 – 1814년 6월 3일               | 1813년 6월 28일 – 1814년 6월 3일               |
| 카를 폰 그롤만                                 | 카를 폰 그롤만                                 | 1814년 6월 3일 – 1819년 11월                   | 1814년 6월 3일 – 1819년 11월                   |
| 요한 뤼흘레 폰 릴리엔슈테른                    | 요한 뤼흘레 폰 릴리엔슈테른                    | 1819년 11월 – 1821년 1월 11일                  | 1819년 11월 – 1821년 1월 11일                  |
| 카를 폰 뮈플링 남작                            | 카를 폰 뮈플링 남작                            | 1821년 1월 11일 – 1829년 1월 29일              | 1821년 1월 11일 – 1829년 1월 29일              |
| 빌헬름 폰 크라우제네크                         | 빌헬름 폰 크라우제네크                         | 1829년 1월 29일 – 1848년 5월 13일              | 1829년 1월 29일 – 1848년 5월 13일              |
| 카를 폰 라이허                                 | 카를 폰 라이허                                 | 1848년 5월 13일 – 1857년 10월 7일              | 1848년 5월 13일 – 1857년 10월 7일              |
| 헬무트 카를 베른하르트 폰 몰트케               | 헬무트 카를 베른하르트 폰 몰트케               | 1857년 10월 7일 – 1871년 1월 18일              | 1857년 10월 7일 – 1871년 1월 18일              |
| 독일 제국 육군 장군참모장 (1871년–1919년)      |                                                |                                                |                                                |
| 성명                                           | 성명                                           | 재임기간                                       | 재임기간                                       |
| 헬무트 카를 베른하르트 폰 몰트케               | 헬무트 카를 베른하르트 폰 몰트케               | 1871년 1월 18일 – 1888년 8월 10일              | 1871년 1월 18일 – 1888년 8월 10일              |
| 알프레트 폰 발더제                             | 알프레트 폰 발더제                             | 1888년 8월 10일 – 1892년 2월 7일               | 1888년 8월 10일 – 1892년 2월 7일               |
| 알프레트 폰 슐리펜                             | 알프레트 폰 슐리펜                             | 1892년 2월 7일 – 1906년 1월 1일                | 1892년 2월 7일 – 1906년 1월 1일                |
| 헬무트 요하네스 루트비히 폰 몰트케             | 헬무트 요하네스 루트비히 폰 몰트케             | 1906년 1월 1일 – 1914년 9월 14일               | 1906년 1월 1일 – 1914년 9월 14일               |
| 에리히 폰 팔켄하인                             | 에리히 폰 팔켄하인                             | 1914년 9월 14일 – 1916년 8월 29일              | 1914년 9월 14일 – 1916년 8월 29일              |
| 파울 폰 힌덴부르크                             | 파울 폰 힌덴부르크                             | 1916년 8월 29일 – 1919년 7월 3일               | 1916년 8월 29일 – 1919년 7월 3일               |
| 빌헬름 그뢰너                                  | 빌헬름 그뢰너                                  | 1916년 8월 29일 – 1919년 7월 3일               | 1916년 8월 29일 – 1919년 7월 3일               |
| 한스 폰 젝트                                   | 한스 폰 젝트                                   | 1919년 7월 7일 – 1919년 7월 15일               | 1919년 7월 7일 – 1919년 7월 15일               |
| 독일국 육군 병무청장 (1919년–1933년)           |                                                |                                                |                                                |
| 성명                                           | 성명                                           | 재임기간                                       | 재임기간                                       |
| 한스 폰 젝트                                   | 한스 폰 젝트                                   | 1919년 10월 11일 – 1920년 3월 26일             | 1919년 10월 11일 – 1920년 3월 26일             |
| 빌헬름 하이에                                  | 빌헬름 하이에                                  | 1920년 3월 26일 – 1923년 2월                   | 1920년 3월 26일 – 1923년 2월                   |
| 오토 하세                                      | 오토 하세                                      | 1923년 2월 – 1925년 10월                       | 1923년 2월 – 1925년 10월                       |
| 빌헬름 베트첼                                  | 빌헬름 베트첼                                  | 1925년 10월 – 1927년 1월 27일                  | 1925년 10월 – 1927년 1월 27일                  |
| 베르너 폰 블롬베르크                           | 베르너 폰 블롬베르크                           | 1927년 1월 27일 – 1929년 9월 30일              | 1927년 1월 27일 – 1929년 9월 30일              |
| 쿠르트 폰 하머슈타인에쿠오르트                 | 쿠르트 폰 하머슈타인에쿠오르트                 | 1929년 9월 30일 – 1930년 10월 31일             | 1929년 9월 30일 – 1930년 10월 31일             |
| 빌헬름 아담                                    | 빌헬름 아담                                    | 1930년 10월 31일 – 1933년 9월 30일             | 1930년 10월 31일 – 1933년 9월 30일             |
| 루트비히 베크                                  | 루트비히 베크                                  | 1933년 9월 30일 – 1935년 7월 1일               | 1933년 9월 30일 – 1935년 7월 1일               |
| 육군최고사령부(OKH) 장군참모장 (1933년–1945년) | 육군최고사령부(OKH) 장군참모장 (1933년–1945년) | 공군최고사령부(OKL) 장군참모장 (1933년–1945년) | 공군최고사령부(OKL) 장군참모장 (1933년–1945년) |
| 성명                                           | 재임기간                                       | 성명                                           | 재임기간                                       |
| 루트비히 베크                                  | 1935년 7월 2일 – 1938년 8월 31일               | 발터 베버                                      | 1935년 3월 1일 – 1936년 4월 24일               |
| 루트비히 베크                                  | 1935년 7월 2일 – 1938년 8월 31일               | 알베르트 케셀링                                | 1936년 6월 5일 – 1937년 5월 31일               |
| 프란츠 할더                                    | 1938년 8월 31일 – 1942년 9월 24일              | 한스위르겐 슈툼프                              | 1937년 6월 1일 – 1939년 1월 31일               |
| 프란츠 할더                                    | 1938년 8월 31일 – 1942년 9월 24일              | 한스 예쇼네크                                  | 1939년 2월 1일 – 1943년 8월 19일               |
| 쿠르트 차이츨러                                | 1942년 9월 24일 – 1944년 6월 10일              | 귄터 코르텐                                    | 1943년 8월 25일 – 1944년 7월 22일              |
| 아돌프 호이징거                                | 1944년 6월 10일 – 1944년 7월 21일              | 귄터 코르텐                                    | 1943년 8월 25일 – 1944년 7월 22일              |
| 하인츠 구데리안                                | 1944년 7월 21일 – 1945년 3월 28일              | 베르너 크라이페                                | 1944년 8월 2일 – 1944년 10월 28일              |
| 한스 크렙스                                    | 1945년 4월 1일 – 1945년 5월 1일                | 카를 콜러                                      | 1944년 11월 12일 – 1945년 5월 8일              |

## 같이 보기
- 지휘통제
- 참모장
- 참모
- 보병 (각 부대의 구성 항목의 참모 편성 참고)